# Capuan
Capuan é um bairro do município de Caucaia, Ceará. Fundado em 1915 pela família de quilombolas Caetanos.

## História
A história dos Caetanos começa em Uruburetama, fugindo da seca em 1915. A família Caetano era formada à época pelo casal Florêncio Caetano da Costa e Cândida Gomes da Costa, e mais dois filhos e três filhas. Segundo relato da comunidade, o casal retirante partiu rumo à Fortaleza levando os filhos, em busca de melhores condições de sobrevivência. A família ficou no meio do caminho, e desde então os Caetanos permanecem em Capuan, em Caucaia, na luta incessante pela vida, de manutenção das raízes, tradições e costumes. Os Caetanos estão atualmente na sexta geração e, é composta por aproximadamente 86 famílias.